# びわ湖わんわん王国
びわ湖わんわん王国（びわこわんわんおうこく）は、滋賀県守山市の琵琶湖岸にあった日本最大級の犬のテーマパーク。1998年（平成10年）10月31日に開園、2005年（平成17年）1月31日に閉園した。伊藤忠商事の子会社ミスターマネジャーと、つくばわんわんランドなどを経営するサンスイコーポレーションが出資する「わんわん王国」が運営していた。

## 概要
「約80種360頭」の犬と出会えるというコンセプトだった。犬のサーカスやショー、レースやパレードも行われ、また一緒に遊んだり、有料で散歩させたりもできた。ただし、入場は人に限られ、同伴したペットの犬は入口で預けることになっていた。
「王国の宝物」と呼ばれたショッピングコーナーでは様々な犬用品が販売されていた。また「びわ公」という高さ13mの犬の木像があり、顔部分は展望台も兼ねていた。
開園当初は、年間70万人が訪れていた。
2005年（平成17年）1月31日に閉鎖した。ここにいた約300匹の犬たちは茨城県のつくばわんわんランドに移された。
- 所在地：滋賀県守山市今浜町2620番地5 [2]

## 跡地
2008年（平成20年）9月20日、わんわん王国跡地に大型ショッピングモール「ピエリ守山」が開業した。飲食店、衣料品店、雑貨販売店など約200店舗が出店。湖岸の立地を生かして、わんわん王国時代からあった桟橋に琵琶湖汽船のクルーズ船も寄航した。